# Nònacris
Nònacris (en grec antic Νώνακρις) era una antiga ciutat d'Arcàdia, al districte de la Feneàtida, al nord-oest de la ciutat de Fèneos.
Segons que diu Pausànias, el nom li venia de Nònacris, l'esposa de Licàon. De dalt d'una roca elevada sobre la ciutat baixaven les aigües del riu Estix. Plini el Vell parla d'una muntanya que duia el mateix nom. El lloc estava en ruïnes en temps de Pausànias, i actualment no en queda rastre.
Heròdot explica que en aquesta ciutat Cleòmenes I va intentar fer aixecar els cabdills arcadis contra Esparta, quan va marxar d'aquell país, i els va fer jurar que l'ajudarien sobre les aigües sagrades del riu Estix, l'aigua per la qual juraven els déus. Finalment Esparta va tornar a acollir Cleòmenes i va desistir del seu propòsit.
D'aquesta ciutat en parlen molts autors antics. A més d'Heròdot, Plini el Vell i Pausànias, també la mencionen Esteve de Bizanci, Sèneca i Ovidi. En aquest lloc es rendia culte a Hermes Nonacriata (Νωνακριάτης), a Evandre Nonacri i a Atalanta Nonàcria, i Ovidi anomena Cal·listo Nonacrina virgo ('verge de Nònacris'), segurament en el sentit general de 'arcadi'.
Pausànias també menciona una altra població anomenada Nònacris situada a la vora d'Orcomen, i diu que els seus habitants van anar a formar part dels ciutadans de Megalòpolis quan es va fundar aquesta ciutat l'any 370 aC.